# 대전지족초등학교
대전지족초등학교는 대한민국 대전광역시 유성구 지족동에 있는 초등학교다.

## 학교 연혁
- 2002. 03. 01 대전지족초등학교 28학급 개교
- 2002. 03. 15 대전지족초등학교 병설유치원 2학급 개원
- 2002. 09. 01 특수학급 1학급 개설
- 2002. 10. 01 ~ 2003. 02. 28 대전광역시교육청 지정 교육행정정보 시스템 시범학교운영
- 2003. 03. 01 초등학교 2학급 증설(초 30학급, 특수 1학급)
- 2004. 03. 01 초등학교35학급(특수1학급),유치원2학급편성
- 2004. 09. 01 ~ 2006. 08. 31 교육인적자원부 e-learning 연구학교 지정운영
- 2005. 03. 01 초등학교 36학급(특수1학급), 유치원 2학급 편성
- 2006. 03. 01 초등학교 37학급(특수1학급), 유치원 2학급 편성
- 2007. 03. 01 초등학교 38학급 (특수1학급), 유치원 2학급편성
- 2007. 04. 01 ~ 2009. 02. 28 대전광역시교육청 지정 해양교육 연구학교 지정운영
- 2008. 03. 01 초등학교 37학급(특수1학급), 유치원 2학급 편성
- 2009. 03. 01 초등학교 39학급(특수2학급), 유치원 2학급 편성
- 2010. 03. 01 초등학교 39학급(특수2학급), 유치원 2학급 편성
- 2011. 03. 01 초등학교 37학급(특수2학급), 유치원 2학급 편성
- 2012. 03. 01 초등학교 37학급(특수학급 2학급), 유치원 2학급 편성
- 2013. 03. 01 초등학교 37학급(특수학급 2학급), 유치원 2학급 편성
- 2014. 03. 01 초등학교 38학급(특수학급 2학급), 유치원 2학급 편성
- 2015. 03. 01 초등학교 34학급(특수학급 2학급), 유치원 2학급 편성

## 학교 상징
- 교화 : 장미 - 사랑과 즐거움 속에서 꿈을 키워 나가자는 의미
- 교목 : 소나무 - 크고 곧게 자라서 국가와 지역을 위하여 꼭 필요한 인재로 성장함을 의미

## 참고 자료
- 대전지족초등학교 - 한국교육학술정보원 학교알리미